# Đội tuyển bóng đá U-23 quốc gia Uzbekistan
Đội tuyển bóng đá U-23 quốc gia Uzbekistan (tiếng Uzbek: Futbol bo'yicha O'zbekiston U-23 terma jamoasi) là đội tuyển bóng đá dưới 23 tuổi đại diện cho Uzbekistan tại các giải đấu bóng đá U-23 quốc tế. Đội tuyển do Liên đoàn bóng đá Uzbekistan quản lý và là thành viên của Liên đoàn bóng đá châu Á.

## Thành tích tại các giải đấu

### Thế vận hội
| Năm       | Kết quả                      | Trận                         | Thắng                        | Hòa                          | Thua                         | Bàn thắng                    | Bàn thua                     |
| --------- | ---------------------------- | ---------------------------- | ---------------------------- | ---------------------------- | ---------------------------- | ---------------------------- | ---------------------------- |
| 1992      | Không phải là thành viên IOC | Không phải là thành viên IOC | Không phải là thành viên IOC | Không phải là thành viên IOC | Không phải là thành viên IOC | Không phải là thành viên IOC | Không phải là thành viên IOC |
| 1996      | Không vượt qua vòng loại     | Không vượt qua vòng loại     | Không vượt qua vòng loại     | Không vượt qua vòng loại     | Không vượt qua vòng loại     | Không vượt qua vòng loại     | Không vượt qua vòng loại     |
| 2000      | Không vượt qua vòng loại     | Không vượt qua vòng loại     | Không vượt qua vòng loại     | Không vượt qua vòng loại     | Không vượt qua vòng loại     | Không vượt qua vòng loại     | Không vượt qua vòng loại     |
| 2004      | Không vượt qua vòng loại     | Không vượt qua vòng loại     | Không vượt qua vòng loại     | Không vượt qua vòng loại     | Không vượt qua vòng loại     | Không vượt qua vòng loại     | Không vượt qua vòng loại     |
| 2008      | Không vượt qua vòng loại     | Không vượt qua vòng loại     | Không vượt qua vòng loại     | Không vượt qua vòng loại     | Không vượt qua vòng loại     | Không vượt qua vòng loại     | Không vượt qua vòng loại     |
| 2012      | Không vượt qua vòng loại     | Không vượt qua vòng loại     | Không vượt qua vòng loại     | Không vượt qua vòng loại     | Không vượt qua vòng loại     | Không vượt qua vòng loại     | Không vượt qua vòng loại     |
| 2016      | Không vượt qua vòng loại     | Không vượt qua vòng loại     | Không vượt qua vòng loại     | Không vượt qua vòng loại     | Không vượt qua vòng loại     | Không vượt qua vòng loại     | Không vượt qua vòng loại     |
| 2020      | Không vượt qua vòng loại     | Không vượt qua vòng loại     | Không vượt qua vòng loại     | Không vượt qua vòng loại     | Không vượt qua vòng loại     | Không vượt qua vòng loại     | Không vượt qua vòng loại     |
| 2024      | Vượt qua vòng loại           | Vượt qua vòng loại           | Vượt qua vòng loại           | Vượt qua vòng loại           | Vượt qua vòng loại           | Vượt qua vòng loại           | Vượt qua vòng loại           |
| 2028      | Chưa xác định                | Chưa xác định                | Chưa xác định                | Chưa xác định                | Chưa xác định                | Chưa xác định                | Chưa xác định                |
| 2032      | Chưa xác định                | Chưa xác định                | Chưa xác định                | Chưa xác định                | Chưa xác định                | Chưa xác định                | Chưa xác định                |
| Tổng cộng | 1/8                          |                              |                              |                              |                              |                              |                              |

### Cúp bóng đá U-23 châu Á
| Chủ nhà / Năm | Kết quả           | Trận          | Thắng         | Hòa           | Thua          | Bàn thắng     | Bàn thua      |               |
| ------------- | ----------------- | ------------- | ------------- | ------------- | ------------- | ------------- | ------------- | ------------- |
| 2013          | Vòng bảng         | 3             | 1             | 1             | 1             | 3             | 4             |               |
| 2016          | Vòng bảng         | 3             | 1             | 0             | 2             | 3             | 6             |               |
| 2018          | Vô địch           | 6             | 5             | 0             | 1             | 12            | 3             |               |
| 2020          | Hạng tư           | 6             | 2             | 1             | 3             | 9             | 5             |               |
| 2022          | Á quân            | 6             | 3             | 2             | 1             | 12            | 5             |               |
| 2024          | Á quân            | 6             | 5             | 0             | 1             | 14            | 1             |               |
| 2026          | Chưa xác định     | Chưa xác định | Chưa xác định | Chưa xác định | Chưa xác định | Chưa xác định | Chưa xác định | Chưa xác định |
| Tổng cộng     | 6/6 1 lần vô địch | 30            | 17            | 3             | 10            | 56            | 24            |               |

### Đại hội Thể thao châu Á
| Năm           | Kết quả               | Trận          | Thắng         | Hòa           | Thua          | Bàn thắng     | Bàn thua      |
| ------------- | --------------------- | ------------- | ------------- | ------------- | ------------- | ------------- | ------------- |
| 20021         | Vòng bảng             | 3             | 1             | 0             | 2             | 2             | 4             |
| 2006          | Tứ kết                | 4             | 3             | 0             | 1             | 7             | 4             |
| 2010          | Tứ kết                | 5             | 2             | 0             | 3             | 5             | 7             |
| 2014          | Vòng 16 đội           | 4             | 2             | 1             | 1             | 11            | 4             |
| 2018          | Tứ kết                | 5             | 4             | 0             | 1             | 16            | 4             |
| 2022          | Huy chương đồng       | 6             | 5             | 0             | 1             | 12            | 4             |
| 2026 đến 2034 | Chưa xác định         | Chưa xác định | Chưa xác định | Chưa xác định | Chưa xác định | Chưa xác định | Chưa xác định |
| Tổng cộng     | 6/6 1 huy chương đồng | 27            | 17            | 1             | 9             | 53            | 27            |

^ Kể từ Đại hội Thể thao châu Á 2002, các đội tuyển nam là đội U-23 cộng thêm ba cầu thủ quá tuổi.

## Các huấn luyện viên trong lịch sử
| - Mirzohim Ghulomov - Aleksander Ivankov, U-22 (1995) - Viktor Borisov, U-22 (1999) - Viktor Borisov, U-22 (2003) - Rauf Inileev, U-23 (2006) - Vadim Abramov, U-22 (2007) - Akhmad Ubaydullaev, U-23 (2010) - Vadim Abramov, U-22–U-23 (2011–2012) - Aleksey Evstafeev, U-21–U-22 (2012–2013) | - Mirjalol Qosimov, U-23 (2014) - Shukhrat Maqsudov, U-22 (2014–2015) - Bakhtiyor Ashurmatov, U-22 (2015) - Viktor Djalilov, U-22 (2015) - Samvel Babayan, U-22–U-23 (2015–2016) - Jasur Abduraimov, U-21–U-22 (2016–2017) - Ravshan Khaydarov, U-22–U-23 (2017–2018) - Ljubinko Drulović, U-22–U-23 (2019–2020) - Timur Kapadze, U-23 (2021–nay) |  |

## Danh sách đội tuyển

### U-23
Các cầu thủ sau đây được gọi để tham gia Đại hội Thể thao châu Á 2018 tại Indonesia.
HLV trưởng:  Ravshan Khaydarov
| #        | Tên                   | Ngày sinh và tuổi          | CLB         |         |         |         |         |
| Thủ môn  | Thủ môn               | Thủ môn                    | Thủ môn     | Thủ môn | Thủ môn | Thủ môn | Thủ môn |
| -------- | --------------------- | -------------------------- | ----------- | ------- | ------- | ------- | ------- |
| 1        | Botirali Ergashev     | 23 tháng 6, 1995 (23 tuổi) | Pakhtakor   |         |         |         |         |
| 12       | Dilshod Khamraev      | 11 tháng 7, 1995 (23 tuổi) | Navbahor    |         |         |         |         |
| 21       | Rahimjon Davronov     | 3 tháng 10, 1996 (21 tuổi) | Mash'al     |         |         |         |         |
| Hậu vệ   |                       |                            |             |         |         |         |         |
| 2        | Rustam Ashurmatov     | 7 tháng 7, 1997 (21 tuổi)  | Bunyodkor   |         |         |         |         |
| 3        | Khojiakbar Alidzhanov | 19 tháng 4, 1997 (21 tuổi) | Pakhtakor   |         |         |         |         |
| 4        | Akramjon Komilov      | 14 tháng 3, 1996 (22 tuổi) | Bunyodkor   |         |         |         |         |
| 5        | Abbosjon Otakhonov    | 25 tháng 8, 1995 (22 tuổi) | Navbahor    |         |         |         |         |
| 13       | Islomjon Kobilov      | 1 tháng 6, 1997 (21 tuổi)  | Bunyodkor   |         |         |         |         |
| 15       | Oybek Rustamov        | 2 tháng 4, 1997 (21 tuổi)  | Kokand 1912 |         |         |         |         |
| 18       | Khusniddin Gofurov    | 20 tháng 3, 1997 (21 tuổi) | Pakhtakor   |         |         |         |         |
| 20       | Dostonbek Tursunov    | 13 tháng 6, 1995 (23 tuổi) | Neftchi     |         |         |         |         |
| Tiền vệ  |                       |                            |             |         |         |         |         |
| 6        | Azizjon Ganiev        | 22 tháng 2, 1998 (20 tuổi) | Nasaf       |         |         |         |         |
| 7        | Odiljon Hamrobekov    | 13 tháng 2, 1996 (22 tuổi) | Nasaf       |         |         |         |         |
| 8        | Jasurbek Yakhshiboev  | 24 tháng 6, 1997 (21 tuổi) | Pakhtakor   |         |         |         |         |
| 10       | Javokhir Sidikov      | 8 tháng 12, 1996 (21 tuổi) | Kokand 1912 |         |         |         |         |
| 14       | Abdujamol Isroilov    | 8 tháng 12, 1996 (21 tuổi) | Neftchi     |         |         |         |         |
| 16       | Doniyorjon Narzullaev | 11 tháng 4, 1995 (23 tuổi) | Nasaf       |         |         |         |         |
| 17       | Dostonbek Khamdamov   | 24 tháng 7, 1996 (22 tuổi) | Bunyodkor   |         |         |         |         |
| 23       | Sukhrob Nurulloev     | 4 tháng 1, 1998 (20 tuổi)  | Pakhtakor   |         |         |         |         |
| Tiền đạo |                       |                            |             |         |         |         |         |
| 9        | Zabikhillo Urinboev   | 30 tháng 3, 1995 (23 tuổi) | Pakhtakor   |         |         |         |         |
| 11       | Andrey Sidorov        | 25 tháng 6, 1995 (23 tuổi) | Kokand 1912 |         |         |         |         |
| 22       | Bobir Abdixolikov     | 23 tháng 4, 1997 (21 tuổi) | Nasaf       |         |         |         |         |

## Lịch thi đấu và kết quả

### 2018
| 14 tháng 8 năm 2018 VB AVH 2018 | Uzbekistan                                 | 3–0      | Bangladesh | Sân vận động Pakansari, Cibinong |  |
| 16:00                           | Urinboev 23' · Khamdamov 57' · Alibaev 66' | Chi tiết |            | Trọng tài: Ali Shaban (Kuwait)   |  |

| 16 tháng 8 năm 2018 VB AVH 2018 | Qatar | 0–6      | Uzbekistan                                                                                  | Sân vận động Pakansari, Cibinong   |  |
| 19:00                           |       | Chi tiết | Urinboev 37' · Alibaev 43' · Khamdamov 47' · Sidikov 49' · Masharipov 54' · Abdixolikov 74' | Trọng tài: Kim Dae-yong (Hàn Quốc) |  |

| 19 tháng 8 năm 2018 VB AVH 2018 | Thái Lan | 0–1      | Uzbekistan   | Sân vận động Pakansari, Cibinong |  |
| 19:00                           |          | Chi tiết | Urinboev 17' | Trọng tài: Bijan Heidari (Iran)  |  |

| 23 tháng 8 năm 2018 V16 AVH 2018 | Uzbekistan                               | 3–0      | Hồng Kông | Sân vận động Wibawa Mukti, Cikarang |  |
| 16:00                            | Alibaev 27' · Sidikov 60' · Urinboev 65' | Chi tiết |           | Trọng tài: Sultan Al-Marzooqi (UAE) |  |

| 27 tháng 8 năm 2018 TK AVH 2018 | Uzbekistan                                               | 3–4 (s.h.p.) | Hàn Quốc                                               | Sân vận động Patriot, Bekasi               |  |
| 16:00                           | Masharipov 17' · Alibaev 53' · Hwang Hyun-soo 55' (l.n.) | Chi tiết     | Hwang Ui-jo 4', 34', 75' · Hwang Hee-chan 118' (ph.đ.) | Trọng tài: Mohammed Al-Hoish (Ả Rập Xê Út) |  |

### 2019
| 22 tháng 3 năm 2019 VL U23 2020 | Uzbekistan                                   | 3–0      | Ấn Độ | Tashkent, Uzbekistan                                                                                |  |
| 17:00                           | - Kobilov 45' (ph.đ.) - Abduxoliqov 78', 85' | Chi tiết |       | Sân vận động: Sân vận động Trung tâm Pakhtakor Lượng khán giả: 2.452 Trọng tài: Ahmed Al-Kaf (Oman) |  |

| 26 tháng 3 năm 2019 VL U23 2020 | Uzbekistan | 0–0      | Tajikistan | Tashkent, Uzbekistan                                                                                       |  |
| 17:00                           |            | Chi tiết |            | Sân vận động: Sân vận động Trung tâm Pakhtakor Lượng khán giả: 4.287 Trọng tài: Kimura Hiroyuki (Nhật Bản) |  |

| ngày 26 tháng 3 năm 2019 2020 AFC U-23 Championship qualification | Uzbekistan | 0–0      | Tajikistan | Tashkent, Uzbekistan                                                                          |  |
| 17:00                                                             |            | Chi tiết |            | Sân vận động: Sân vận động Pakhtakor Lượng khán giả: 4.287 Trọng tài: Hiroyuki Kimura (Japan) |  |

| 9 tháng 6 năm 2019 Friendly | Uzbekistan                         | 2–0      | Ai Cập | Sân vận động Soghlom Avlod, Andijan       |  |
| 18:00                       | - Abdikholikov 32' - Ganiyev 90+2' | Chi tiết |        | Trọng tài: Temur Tukhtasinov (Uzbekistan) |  |

| 11 tháng 6 năm 2019 Friendly | Uzbekistan                                             | 3–2      | Ai Cập                         | Sân vận động Markaziy, Namangan         |  |
| 19:00                        | - Kobilov 17' (ph.đ.) - Ganiyev 58' - Abdikholikov 66' | Chi tiết | - Yasser 82' - Abdusalem 90+4' | Trọng tài: Jasur Mukhtorov (Uzbekistan) |  |

| 6 tháng 9 năm 2019 Friendly | Uzbekistan        | 1–0      | Iran | Sân vận động AGMK, Olmaliq                |  |
| 19:00                       | - Yakhshiboev 57' | Chi tiết |      | Trọng tài: Akhrol Risqullaev (Uzbekistan) |  |

| 9 tháng 9 năm 2019 Friendly | Uzbekistan                                     | 4–1 | Iran          | Sân vận động Pakhtakor, Tashkent          |  |
| 19:00                       | - Abdikholikov 17', 36', 68' - Yakhshiboev 52' |     | - Ghayedi 48' | Trọng tài: Akhrol Risqullaev (Uzbekistan) |  |

| ngày 6 tháng 10 năm 2019 Control match | Uzbekistan (national)                   | 3–1 | Uzbekistan         | Tashkent, Uzbekistan                                                         |  |
| 17:00                                  | - Khamdamov 11' - Igor Sergeev 44', 66' |     | - Abdikholikov 34' | Sân vận động: Sân vận động Pakhtakor Trọng tài: Jasur Mukhtorov (Uzbekistan) |  |

| ngày 11 tháng 10 năm 2019 Friendly | Hàn Quốc                                            | 3–1 | Uzbekistan        | Hwaseong, Hàn Quốc                                                         |  |
| 16:35                              | - Kim Jae-woo 37' - Oh Se Hun 72' - Kim Jin Kyu 75' |     | - Yakhshiboev 20' | Sân vận động: Khu liên hợp thể thao Hwaseong Trọng tài: Shen Yinhao(China) |  |

| ngày 14 tháng 10 năm 2019 Friendly | Hàn Quốc              | 1–2 | Uzbekistan                           | Cheonan, Hàn Quốc                                                      |  |
| 16:00                              | - Jeong Woo-yeong 29' |     | - Abdikholikov 48' - Yakhshiboev 81' | Sân vận động: Sân vận động Cheonan Trọng tài: Liu Kwok Man (Hồng Kông) |  |

| ngày 13 tháng 11 năm 2019 Dubai Cup | Iraq                                      | 3–3 | Uzbekistan                             | Dubai, Các Tiểu vương quốc Ả Rập Thống nhất |  |
| 16:45                               | - Abdulrahman 4' - Jabbar 62' - Qasim 85' |     | - Ibragimov 21', 64' - Tukhtasinov 28' |                                             |  |

| ngày 15 tháng 11 năm 2019 Dubai Cup | Uzbekistan                | 1–1 | Jordan     | Dubai, Các Tiểu vương quốc Ả Rập Thống nhất |  |
| 16:45                               | - Yakhshiboev 40' (ph.đ.) |     | - Saed 53' |                                             |  |

| ngày 17 tháng 11 năm 2019 Dubai Cup | UAE                               | 2–1      | Uzbekistan      | Dubai, Các Tiểu vương quốc Ả Rập Thống nhất |  |
| 20:15                               | - Ameri 6' (ph.đ.) - Ghassani 59' | Chi tiết | - Bozorov 90+1' |                                             |  |

| ngày 19 tháng 11 năm 2019 Dubai Cup | Uzbekistan                      | 2–2 | Ả Rập Xê Út                    | Dubai, Các Tiểu vương quốc Ả Rập Thống nhất |  |
| 20:15                               | - Kobilov 48' - Abdullaev 90+2' |     | - Al Selouli 5' - Al Najei 17' |                                             |  |

| ngày 18 tháng 12 năm 2019 Friendly | Al-Arabi | 0–4 | Uzbekistan                                                          | Dubai, Các Tiểu vương quốc Ả Rập Thống nhất |  |
| 16:00                              |          |     | - Abduxoliqov 7' - Kodirkulov 31' - Mirakhmadov 79' - Allijonov 83' |                                             |  |

| ngày 22 tháng 12 năm 2019 Friendly | Uzbekistan                                    | 4–2 | Iraq                             | Dubai, Các Tiểu vương quốc Ả Rập Thống nhất |  |
|                                    | - Abduxoliqov 25', 32', 50' - Yakhshiboev 43' |     | - Ridha 15' - Dawood 38' (ph.đ.) | Sân vận động: Al Hamriya Stadium            |  |

| ngày 25 tháng 12 năm 2019 Friendly | Iraq           | 1–3 | Uzbekistan                                        | Dubai, United Arab Emirates      |  |
|                                    | - Sattor 45+1' |     | - Nasrullaev 41' - Mirahmadov 44' - Allijonov 87' | Sân vận động: Al Hamriya Stadium |  |

| ngày 29 tháng 12 năm 2019 Friendly | Al Hamriyah SC | 0–3 | Uzbekistan                                      | Dubai, United Arab Emirates      |  |
| 18:00                              |                |     | - Ganiyev 23' - Yakhshiboev 81' - Ibragimov 90' | Sân vận động: Al Hamriya Stadium |  |

### 2020
| ngày 3 tháng 1 năm 2019 Friendly | Qatar      | 1–3 | Uzbekistan                            | Băng Cốc, Thái Lan             |  |
|                                  | - Vaad 78' |     | - Abduxoliqov 40', 70' - Aliqulov 44' | Sân vận động: Sân vận động SCG |  |

| ngày 9 tháng 1 năm 2020 2020 AFC U-23 Championship | Uzbekistan            | 1–1      | Iran           | Songkhla, Thái Lan                                                       |  |
| 17:15                                              | - Kobilov 40' (ph.đ.) | Chi tiết | - Dehghani 58' | Sân vận động: Sân vận động Tinsulanon Trọng tài: Khamis Al-Marri (Qatar) |  |

| ngày 12 tháng 1 năm 2020 2020 AFC U-23 Championship | Trung Quốc | 0–2      | Uzbekistan                                | Songkhla, Thái Lan                                                                                   |  |
| 20:15                                               |            | Chi tiết | - Kobilov 45+3' (ph.đ.) - Tukhtasinov 80' | Sân vận động: Sân vận động Tinsulanon Lượng khán giả: 6.683 Trọng tài: Abdulrahman Al-Jassim (Qatar) |  |

| ngày 15 tháng 1 năm 2020 2020 AFC U-23 Championship | Uzbekistan        | 1–2      | Hàn Quốc            | Rangsit, Thái Lan                                                       |  |
| 17:15                                               | - Abdixolikov 21' | Chi tiết | - Oh Se-hun 5', 71' | Sân vận động: Sân vận động Thammasat Trọng tài: Hiroyuki Kimura (Japan) |  |

| 19 tháng 1 năm 2020 2020 AFC U-23 QF | UAE               | 1–5      | Uzbekistan                                                                               | Rajamangala Stadium, Bangkok |  |
| 20:15                                | - Z. Al-Ameri 13' | Chi tiết | - Alijanov 16' - Kobilov 26' (ph.đ.) - Bozorov 41' - Yakhshiboev 84' - Tukhtasinov 90+3' | Trọng tài: Fu Ming (China)   |  |

| 22 tháng 1 năm 2020 2020 AFC U-23 SF | Ả Rập Xê Út     | 1–0      | Uzbekistan | Rajamangala Stadium, Bangkok |  |
| 17:15                                | - Al-Hamdan 87' | Chi tiết |            |                              |  |

| 25 tháng 1 năm 2020 2020 AFC U-23 Third place | Úc               | 1–0 | Uzbekistan | Rajamangala Stadium, Bangkok |  |
| 19:30                                         | - D'Agostino 47' |     |            |                              |  |